# ويليام جيمس روش
ويليام جيمس روش هو دبلوماسي ومحامي وسياسي كندي، ولد في 30 نوفمبر 1859، وتوفي في 30 سبتمبر 1937. انتخب عضو مجلس العموم الكندي.